# Manifestations de ménagères
Vous lisez un « bon article » labellisé en 2024.
Les manifestations de ménagères sont des mouvements de protestation contre la pénurie et les restrictions pendant la Seconde Guerre mondiale dans la France occupée, réunissant essentiellement des femmes, alors que les rassemblements dans les rues sont interdits par l'Allemagne et le régime de Vichy.
Manifestant pacifiquement, souvent avec leurs enfants, elles réclament plus de nourriture ou de produits essentiels devant les préfectures ou les mairies. Ces mouvements ont surtout lieu de novembre 1940 à juillet 1941 puis de novembre 1941 à septembre 1942, dans différents départements, principalement dans la région parisienne, le Nord, le Pas-de-Calais et le Midi méditerranéen, notamment là où le Parti communiste français est bien implanté.
En effet, si ces mouvements sont en partie une réaction spontanée face à une situation dramatique, ils sont aussi le résultat de l'activité mobilisatrice du Parti communiste. Ils doivent être compris comme une forme de résistance, spécifiquement féminine et liée au rôle de ménagère qui définit alors en grande partie les femmes.

## Des manifestations de femmes

### Des femmes et des enfants
Alors qu'en pratique manifester dans la rue sous l'Occupation en France est interdit, près de 240 manifestations dites « de ménagères » contre les difficultés du ravitaillement ont été identifiées par l'historienne Danielle Tartakowsky,,. Ce relevé est un minimum, le nombre réel de manifestations étant probablement supérieur,. L'invention de l'expression « manifestation de ménagères » est contemporaine de ces protestations et montre qu'elles sont des actions nouvelles ou qu'elles sont présentées ainsi.
Au cours du XIXe siècle, le modèle de « la ménagère », qui tient son ménage avec ingéniosité, même quand elle occupe un emploi, s'est imposé aux femmes, à partir des villes. La figure de la ménagère devient prégnante à partir de la fin du XVIIIe siècle. Selon le schéma classique qui s'impose et lui confie les rênes du ménage pendant que l'homme est à l'usine — même si elle se livre à de nombreux travaux (blanchissage, couture, garde d’enfants, livraisons) qui assurent un revenu  —, elle doit entretenir la famille avec la paie du mari. Au XIXe siècle, les ménagères, femmes de la classe populaire, entretiennent leur maison, s'occupent de leurs enfants, préparent les repas, et parcourent les rues, du marché où elles achètent l'alimentation de leur famille, jusqu'au lavoir où elles lavent le linge tout en échangeant les nouvelles. Pendant l'Occupation, les efforts pour assurer la survie face aux difficultés du quotidien, pour alimenter, habiller, chauffer la famille leur reviennent pour la plus grande part. Les queues sont peuplées de ménagères,.
Les manifestations de ménagères réunissent en très grande majorité des femmes, ce qui est une rupture par rapport à l'avant-guerre,. Elles peuvent être quelques dizaines, parfois plus, jusqu'au millier,. Le plus souvent, elles sont peu nombreuses, sauf à Sète, où, le 20 janvier 1942, la participation peut être évaluée à 2 000 femmes. Les manifestantes emmènent souvent leurs enfants avec elles,,,, parfois en grand nombre, comme à La Ciotat le 12 novembre 1941 où la manifestation réunit 300 femmes pour 100 enfants.
Les manifestantes sont surtout issues des milieux populaires, dont la vie quotidienne est la plus fragilisée par les pénuries,,. Selon le préfet du Var, elles « appartiennent à la classe ouvrière — ce sont, en majorité, des femmes de mineurs, de petits cultivateurs, d'ouvriers du bâtiment ». Les hommes apparaissent très peu dans ces cortèges, même si certains encouragent les femmes. Leur discrétion permet une mobilisation plus efficace et leur présence les aurait mis en danger.

### Cortèges et revendications
Les cortèges se rendent devant la préfecture, la sous-préfecture ou la mairie,. À Dunkerque, par exemple, selon le commissaire divisionnaire :

« le 17 avril 1941, vers 10 heures, 200 femmes environ […] se sont rendues devant la mairie de Dunkerque et ont réclamé […] la délivrance de cartes de pain supplémentaires. Éconduites, elles se sont rendues à la sous-préfecture, des abords de laquelle elles ont été refoulées par le service d’ordre […]. Les manifestantes sont ensuite revenues par petits groupes vers la mairie de Dunkerque […]. Rassemblées au nombre d’une centaine environ devant la mairie, elles ont réclamé des cartes de pain, des pommes de terre et des légumes secs. Dans l’après-midi, les manifestantes se sont de nouveau réunies devant la mairie et rendues à la sous-préfecture. »

Les manifestantes envoient souvent une délégation de quelques personnes, quelquefois chargée de remettre une pétition, pour réclamer plus de nourriture, de charbon, ou d'autres produits de première nécessité. Les revendications exprimées sont immédiates et sont rarement explicitement du registre du politique,. La délégation est parfois reçue par le maire, comme à Reims en février 1942 ou le préfet, comme à Marseille en novembre 1940 ou par d'autres responsables. Les dialogues qui s'ensuivent sont menés dans le calme et les déléguées reçoivent des promesses, qui ont pour effet de disperser le rassemblement.

## Flux, reflux et réponses des autorités

### Deux moments particuliers

Carte des manifestations de ménagères (1940-1942).

Ces manifestations ont principalement lieu à deux moments, de novembre 1940 à juillet 1941 puis de novembre 1941 à septembre 1942, à Paris et dans sa banlieue, mais aussi dans le Nord et le Pas-de-Calais, sur tout le littoral méditerranéen des Pyrénées-Orientales aux Alpes-Maritimes, dans le Doubs, le Calvados, le Morbihan et d'autres départements,,.
Même si certaines grandes villes sont touchées, les manifestations ont surtout lieu dans des villes de taille moyenne ou des petites villes, c'est-à-dire dans des sociétés de l'interconnaissance. Ces femmes manifestent sous le regard de personnes qui les connaissent, ce qui en dit long sur l'audace de la transgression.
Les premiers mouvements de protestation ont lieu en novembre 1940. À Carcassonne, à Béziers, à Marseille, des femmes réclament des pommes de terre devant les préfectures. Ces premières manifestations sont suivies d'une soixantaine d'autres jusqu'à l'été 1941, en zone occupée,,, surtout dans la région parisienne et dans le nord de la France. Dans le département du Nord, plusieurs de ces manifestations sont liées à la grande grève des mineurs de mai-juin 1941. De l'hiver suivant jusqu'en septembre 1942, les manifestations de femmes recommencent et se multiplient. Elles sont plus nombreuses, environ le double (130) et s'étendent dans plus de départements, une vingtaine,,, les points cruciaux étant cette fois situés dans le Sud méditerranéen.

Chronologie des manifestations de ménagères pendant l'Occupation.
1940
1941
1942
1943
1944

Les flux et reflux de manifestants s'inscrivent dans une logique saisonnière,. Les hivers 1940-1941 et 1941-1942 sont rigoureux, ce qui accentue les souffrances. Les manifestations sont nombreuses en hiver et au printemps, des périodes où les difficultés croissent et où la pénurie grandit en allant vers la soudure qui précède la prochaine récolte. Ces manifestations ne provoquent pas de soulèvement d'ampleur : les autorités vichystes font quelques concessions, et la population, qui a faim, est épuisée et a peur de la répression.
Après l'année 1942, les manifestations de ménagères sont plus rares puisqu'on n'en dénombre qu'une quarantaine, d'abord de mai à septembre 1943 puis dans la première moitié de l'année 1944. Elles s'intègrent à des mouvements plus larges qui agglomèrent d'autres revendications comme le refus du STO et elles cèdent le pas aux manifestations patriotiques, qui se multiplient à partir de mai 1942. Certaines font partie de la préparation de la grève patriotique du 14 juillet 1944,,,.

### Une répression mesurée
Quand elles sont alertées d'une prochaine manifestation par des distributions de tracts, les autorités de Vichy essayent d'empêcher la tenue du rassemblement en déployant des policiers et des gendarmes, parfois avec succès comme à Froges en Isère le 17 avril 1942. Elles surveillent aussi les marchés. Selon le préfet de l'Hérault, « la présence de gardiens de la paix au moment des distributions ne peut, en effet, qu'inciter les ménagères à plus de calme ».
Le gouvernement de Vichy cherche à freiner le mouvement en interdisant la diffusion d'informations sur ces manifestations et en prévenant les maires qu'il n'y aura pas de distribution supplémentaire de vivres. Les autorités françaises n'osent cependant pas user de violence envers des cortèges de femmes,. À Lanester, dans le Morbihan, un gradé de la gendarmerie l'avoue : « je n'ai pas cru devoir intervenir par la force contre des mères de famille, mais plutôt par la persuasion », ce qui ne l'empêche pas de procéder à quelques arrestations.
Dans certains cas, la police ou la gendarmerie tentent d'empêcher la progression de la manifestation et arrêtent les « meneuses » ou les surveillent, comme les militantes Alphonsine Delanois ou Madeleine Porquet dans le Nord. Malgré les menaces diffusées préventivement, les arrestations restent limitées à une faible proportion des manifestantes et les femmes arrêtées sont rapidement relâchées, une fois les identités relevées, même si quelques-unes sont condamnées et emprisonnées. Après une manifestation d'une centaine de femmes à Rambervillers, dans les Vosges le 13 juin 1942, trois d'entre elles sont internées une dizaine de jours à la maison d'arrêt d'Épinal. D'autres sont arrêtées dans le Gard, l'Hérault ou à Lyon en 1942. Contrairement à ce qu'on pourrait penser, la répression menée par Vichy est plus brutale en zone occupée qu'en zone sud. Si la répression envers les manifestantes est assez mesurée, celle frappant les organisateurs, ou supposés tels, communistes, est sans pitié, allant jusqu'à la peine capitale.
Les forces d'occupation allemandes, qui ne sont pas la cible principale des revendications, se sentent peu concernées. Les autorités allemandes répriment beaucoup moins les manifestations de ménagères que les manifestations patriotiques. Elles considèrent que la répression des manifestations de ménagères relève du maintien de l'ordre, donc de la responsabilité du gouvernement de Vichy. Elles ne prévoient d'intervenir que si la police française ne semble pas pouvoir faire face seule. C'est le cas à Lorient le 29 avril 1942, où la gendarmerie allemande disperse un groupe de 350 personnes. Néanmoins, les Allemands sont attentifs et leur appareil policier s'inquiète en particulier du rôle du Parti communiste dans l'organisation de ces manifestations.

### Entre concessions et peur de la contagion
Les autorités de Vichy consentent parfois à distribuer des stocks alimentaires disponibles sur place ou à organiser des transferts d'une région à l'autre. Les préfets alertent régulièrement sur la situation dramatique du ravitaillement dans leur département.

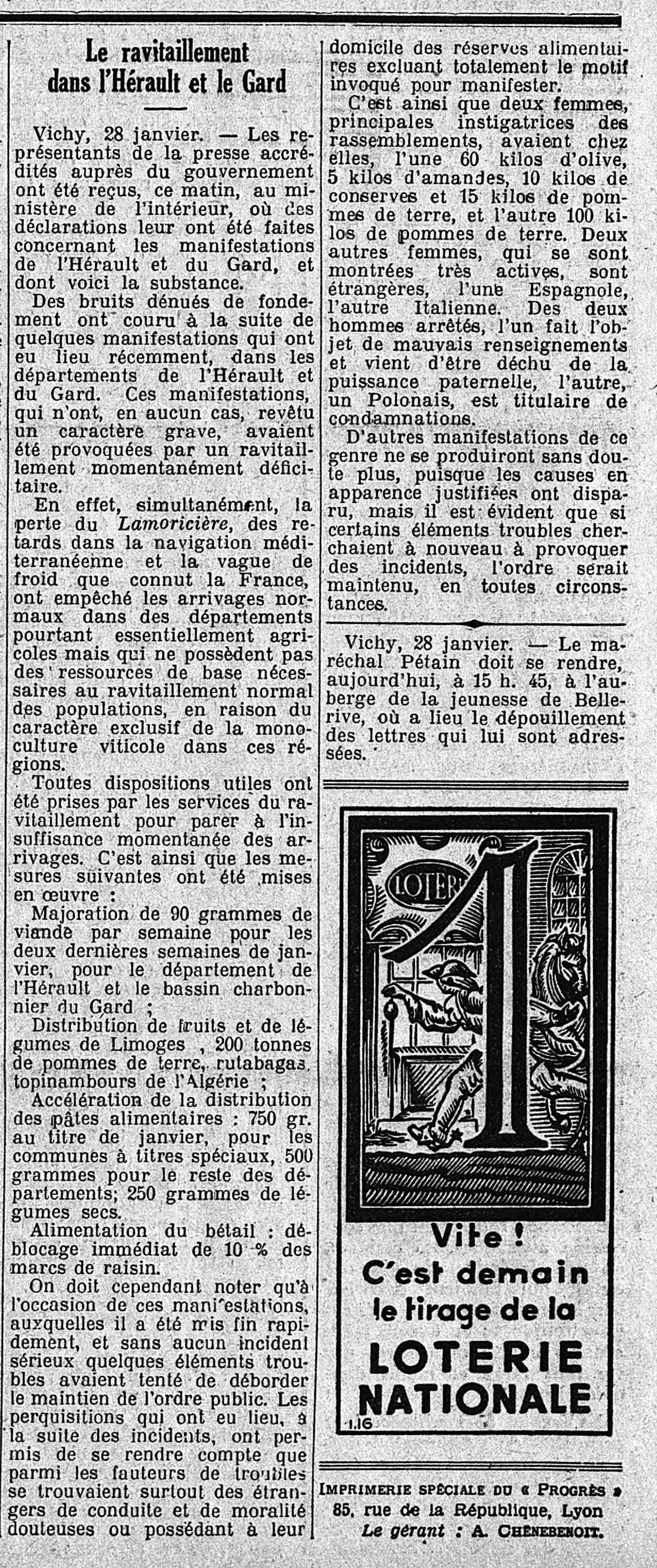
Le ravitaillement dans l'Hérault et le Gard. Article dans Le Temps, 29 janvier 1942. BNF, Gallica.

En janvier 1942, pour montrer sa sollicitude, le ministre de l'Économie Yves Bouthillier visite l'Hérault. Au même moment, le ministère de l'Intérieur précise dans la presse les distributions supplémentaires consenties aux ménagères de l'Hérault et du Gard. Le journal Le Temps du 29 janvier 1942 en donne le détail. En février 1942, le préfet de la Seine annonce à ses supérieurs qu'il a fait distribuer des vivres à la suite des manifestations de femmes. Des distributions sont aussi organisées dans l'Hérault. À Rennes, une manifestation de ménagères conduit le maire à accepter tous les enfants dans les cantines scolaires.
Par crainte d'un effet d'entraînement, le préfet régional à Marseille donne des consignes à ses subordonnés « pour qu'ils ne cèdent pas ou tout au moins ne paraissent pas céder ainsi aux tentatives de chantage des manifestations de foule ». Les préfets du Var et des Alpes-Maritimes rapportent que les ménagères disent « qu'il fallait manifester pour obtenir à manger ». Le préfet du Doubs donne l'ordre aux maires de ne plus recevoir de délégations.

Le maire de Bandol, dans le Var, et la gendarmerie considèrent que la manifestation du 3 février 1942 est causée par les concessions faites ailleurs : « On a appris que l'Hérault venait d'obtenir un supplément de ration ce qui ne pouvait qu'entretenir une jalousie régionale et un sentiment de frustration à l'origine des manifestations nouvelles ». Pour mobiliser, les organisateurs s'appuient en effet sur ce que les manifestantes ont obtenu ailleurs, comme à Lanester, où le tract distribué dans la nuit du 15 au 16 avril 1942 explique : 

« Ménagères […], nos enfants ont faim. À l'exemple des femmes du 20e arrondissement de Paris, des ménagères de Troyes, Belfort, Reims, qui à la suite de pétitions, ont obtenu une augmentation du ravitaillement, réclamons [plus de] pain. Pour que le blé français reste français, signons des listes de pétition, manifestons notre mécontentement devant les mairies. »

Globalement, les promesses faites aux manifestants sont souvent tenues en 1940-1941 et plus difficilement en 1941-1942 parce que le gouvernement craint la contagion.

## Archaïsme et résistance

### Une spontanéité relative
Par leur saisonnalité, leur inscription dans un espace restreint et dans un temps court, leur caractère massivement féminin, le rôle de la rumeur dans leur déclenchement et les rivalités entre localités qui s'y jouent, ces manifestations ont de nombreux traits particuliers qui rappellent les émeutes frumentaires de l'Ancien Régime,,. La manifestation commence souvent sur le marché de la ville, où l'absence de l'un ou l'autre produit essentiel déclenche la colère,.
Ces manifestations s'inscrivent dans un contexte où le marché noir n'est pas encore généralisé, comme il le sera à la fin de l'Occupation. Son existence, dont bénéficient surtout des privilégiés, notamment dans les restaurants de luxe,, exacerbe la colère populaire et entretient chez certaines personnes l'illusion d'une abondance cachée, de stocks importants qui existeraient ailleurs. Le préfet des Bouches-du-Rhône signale en 1941 : « On raconte que, dans les pays de montagne notamment, la viande, les volailles, les œufs, le lait, le beurre, le fromage se trouveraient en abondance sur les marchés. » Ainsi, puisqu'une partie de l'opinion croit en des stocks cachés, elle pense que la pénurie provient du marché noir, qui détourne les flux. Le marché noir, alors qu'il est une conséquence de la pénurie, est vu comme une cause. De façon générale, ceux qui sont jugés responsables des difficultés du quotidien sont « les autres » : les commerçants, les Juifs, les paysans, les fonctionnaires du Ravitaillement, les habitants d'autres départements, etc..
Néanmoins, le caractère spontané de ces mouvements doit être interrogé. Si leur surgissement sans préparation apparaît clairement dans le Doubs ou dans le Var en 1942,, ce n'est pas toujours le cas ailleurs. En effet, on voit aussi les manifestantes répondre à l'appel de tracts, non signés et portant sur des revendications matérielles,. Ces tracts sont parfois de véritables journaux, comme La Voix des femmes ou Ménagères, qui dénoncent le manque de charbon, de pain et de lait. Ils peuvent aussi être placardés : à Aulnay-sous-Bois, le 16 février 1942, la police arrache rapidement une affiche manuscrite intitulée « Ravitaillement, la vérité, la voici » devant laquelle un attroupement s'est formé.
Situation particulièrement difficile et agitation politique forment un faisceau causal. Ainsi, dans le Nord et le Pas-de-Calais, les restrictions sont très sévères à cause d'un régime d’occupation dur, plus encore qu'ailleurs,. Les rations alimentaires y sont extrêmement réduites et le charbon manque. Toutefois, la situation catastrophique n'est pas le seul élément explicatif de la forte mobilisation dans la région. Celle-ci est aussi due à l'activité souterraine des communistes, bien implantés et qui diffusent une presse clandestine de lutte, L’Enchaîné et surtout La Ménagère du Nord.

### Stratégie communiste

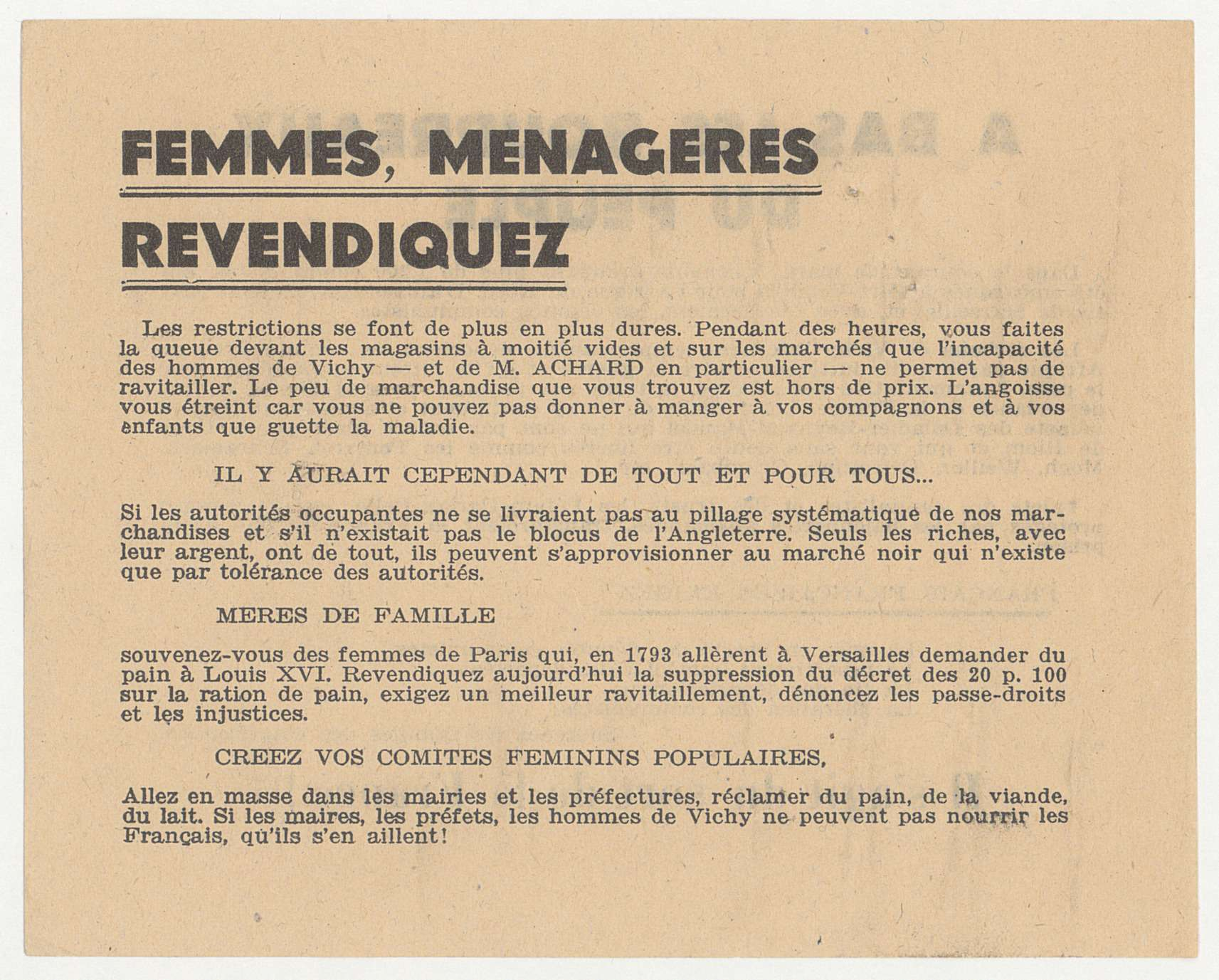
Tract du Parti communiste français appelant les ménagères à revendiquer, 1941. Archives nationales.

En effet, les communistes jouent un rôle dans l'organisation de ces manifestations. Les manifestations du printemps 1941 ont très majoritairement lieu dans des municipalités ouvrières et qui étaient dirigées par le Front populaire avant-guerre, en banlieue parisienne, dans le Nord et le Pas-de-Calais. L'expansion géographique de ces mouvements à l'hiver et au printemps 1941-1942 est également soutenue par les communistes, ce qui n'empêche pas des initiatives locales,,.

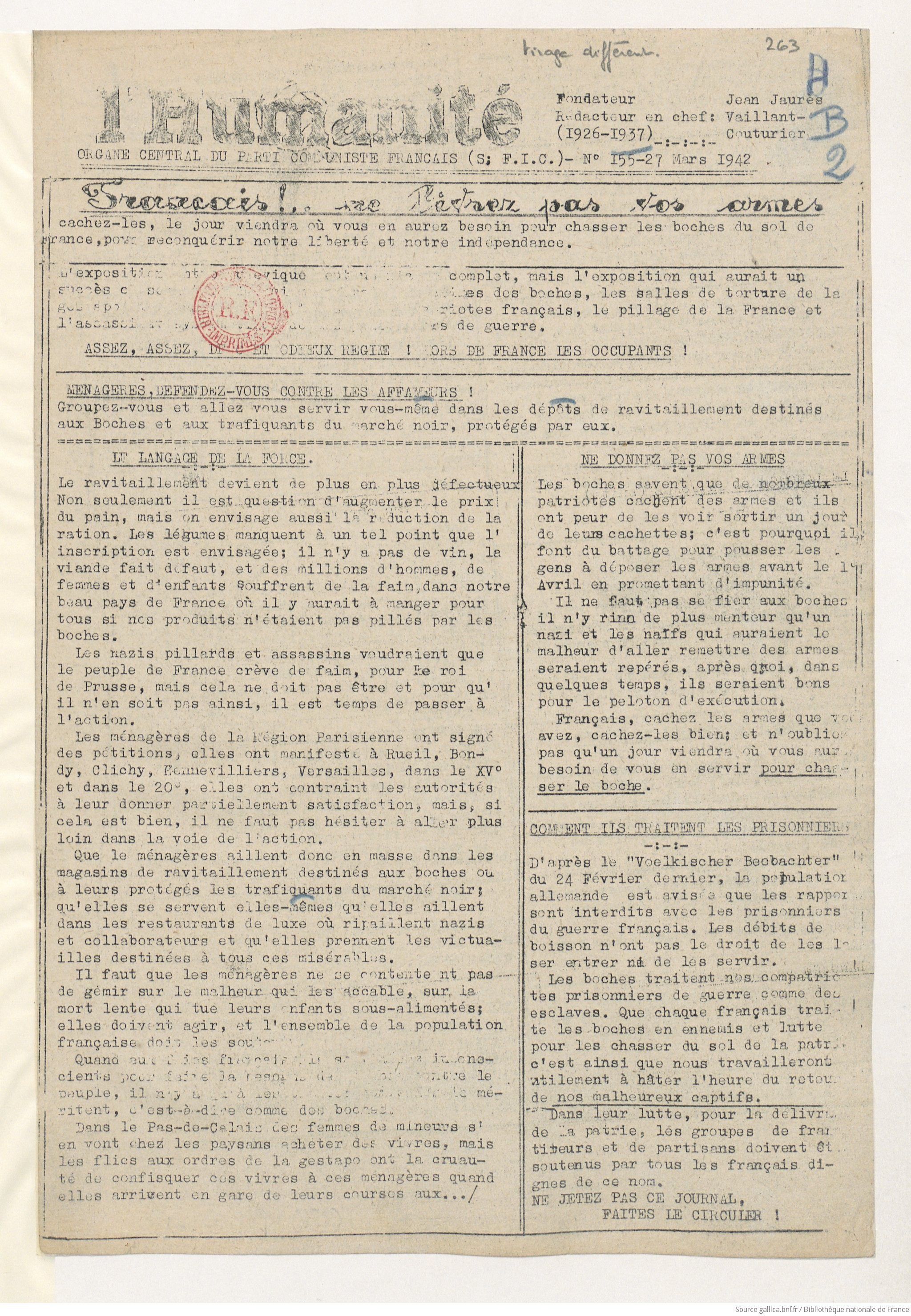
Journal L'Humanité (zone nord), 27 mars 1942, page unique. BNF : Gallica.

En avril 1941, L'Humanité clandestine lance un appel aux femmes à aller « en masse dans les mairies réclamer ce qui est dû »,. En 1942, L'Humanité va plus loin, en racontant en janvier comment les ménagères d'Amiens ont puisé dans les stocks de charbon du dépôt des chemins de fer et en proclamant, le 27 mars 1942, « Que les ménagères aillent donc, en masse, dans les magasins de ravitaillement destinés aux boches ou à leurs protégés, les trafiquants du marché noir, qu'elles se servent elles-mêmes ». À Paris, le 31 mai 1942, des communistes, dont des femmes comme Madeleine Marzin, organisent la manifestation de la rue de Buci, où les manifestantes s'emparent de conserves dans un magasin. Le 1er août 1942, un attroupement, où la résistante communiste Lise London joue un rôle important, est organisé devant un magasin Félix Potin, rue Daguerre,.
Prenant la mesure de la grogne sociale, le Parti communiste français choisit délibérément de soutenir et de développer ce mouvement, surtout après le tournant de juin 1941, quand, en conséquence de l'invasion de l'URSS par l'Allemagne, il se lance dans la lutte armée. Cela lui donne une visibilité là où il est implanté et une influence nouvelle sur des milieux qu'il touchait peu jusque-là, les femmes, et que le pouvoir ne peut guère réprimer sans impopularité, tout en lui permettant de garder dans l'ombre les militants communistes aguerris, utiles pour organiser les mouvements de Résistance,. Les femmes qui participent aux manifestations sont, pour partie, des épouses de prisonniers communistes, détenus par Vichy et les nazis, ou de grévistes participant à la grande grève des mineurs de mai-juin 1941 dans le Nord-Pas-de-Calais. Malgré ce choix stratégique, les communistes ne contrôlent pas totalement le mouvement, qui a sa logique propre, liée au rôle social des femmes.
Les gaullistes, au contraire, ne se positionnent pas sur le terrain social. De Gaulle, dans une posture de chef d'État, se cantonne à des appels à manifester liés à des fêtes de souveraineté et des manifestations patriotiques.

### Une résistance féminine
Les manifestations de ménagères sont un phénomène important, mais qui a longtemps été négligé, parce que la Résistance est traditionnellement associée au combat armé et d'abord vue comme une lutte masculine. Les mobilisations féminines de lutte contre la misère, aux objectifs pratiques et matériels, ne paraissent pas vraiment s'y intégrer.
Toutefois, Jean-François Condette montre que la définition de la Résistance centrée sur l’action armée de libération est trop étroite et ne prend pas en compte la grande diversité des actes de résistance. Celle-ci est d'abord définie par l'intention consciente de refuser l'occupant ou ses complices et de leur nuire. Dans ce cadre, les manifestations de ménagères, qui sont une forme de transgression qui défend la dignité des personnes, ont un certain degré de politisation et de refus de l'ordre établi.
Les manifestations de ménagères sont souvent des préludes aux manifestations patriotiques et sont une étape de la politisation des participantes, qui accusent parfois explicitement l'occupant d'être responsable de la pénurie, comme pour le manque de pommes de terre à Saint-Paul-Trois-Châteaux dans la Drôme en août 1942. Dans le Nord, on voit que les femmes mobilisées pour les manifestations de ménagères le sont aussi pour les manifestations patriotiques. Leur action s'inscrit dans une logique globale de refus de l'occupation, structurée par le Parti communiste, qui est bien, consciemment, une forme de résistance. Les militantes savent passer d'un registre à l'autre, comme certaines femmes arrêtées pour leur participation à la manifestation de la rue de Buci qui invoquent leur fonction de ménagère pour justifier leur présence.
En Isère, des témoignages montrent deux cas de figure d'un processus d'entrée en Résistance : une mère catholique de cinq enfants, membre d’une délégation apportant une pétition sur le ravitaillement au préfet en 1942 et qui rejoint ensuite la Résistance, et une femme de militant communiste qui participe d'abord à une manifestation de ménagères avant de passer à l'action clandestine. Ensuite, certaines de ces femmes sont, à la Libération et après, candidates aux élections municipales, ou animatrices des organisations de femmes communistes. Les manifestations de ménagères font partie de l'émancipation politique des femmes. Ces manifestations affaiblissent le régime de Vichy et participent de la rupture progressive entre les autorités et la population,, qui se traduit notamment par un nombre croissant de démissions de maires.
Selon Jean-Marie Guillon, les manifestations de ménagères, composées essentiellement de femmes qui défient des hommes représentant l'autorité, sont une forme de résistance spécifiquement féminine qui prolonge un quotidien difficile face auquel les femmes, en grande partie définies par leur rôle de ménagère, sont en première ligne. Ces manifestations les rendent visibles. Il y a bien une spécificité de cette forme de résistance féminine qui se réalise par ces manifestations, traduction du rôle social majeur des femmes ordinaires. Assez logiquement, ce n'est pourtant pas la figure de la ménagère, mais celle de l'héroïne — exceptionnelle par définition — comme Lucie Aubrac, qui a été mise en avant après le conflit, d'abord par la Résistance puis par l'historiographie.